# Строкатки (жуки)
Строкатки (Cleridae) — родина комах з ряду твердокрилих.

## Опис
Яскраві красиві жуки зі строкатим забарвленням (строкатка бджолина). Довжина тіла 3-24 мм. Дорослих комах можна зустріти на квітах зонтичних і складноцвітих рослин.

## Поширення

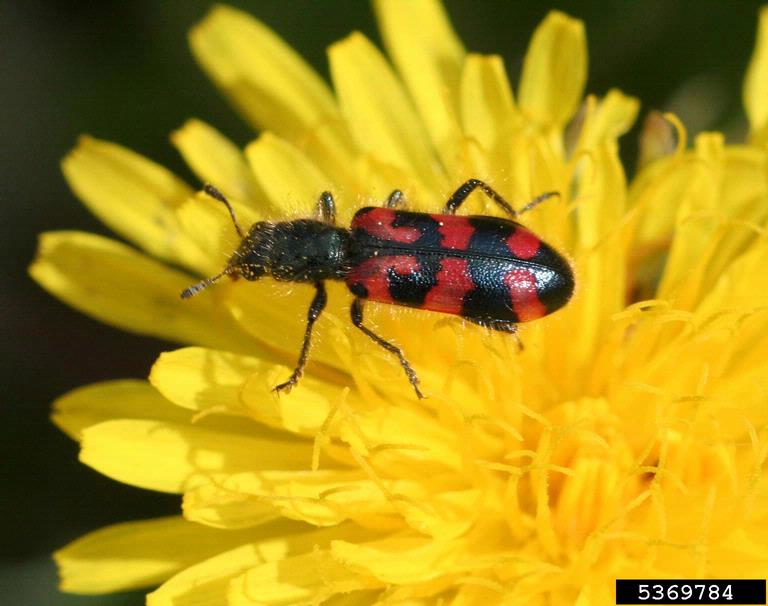
Trichodes ornatus на квітці

Строкатки виявлені в Америці, Африці, Європі, Азії та в Австралії. Всього у світі відомо близько 3500 видів. У Північній Америці близько 500 видів.

## Класифікація
Належить до надродини Cleroidea (Latreille, 1802) із серії родин Cucujiformia = Chrysomelomorpha.
Підродини і роди
- Clerinae Latreille, 1802
  - Allonyx
  - Anthicoclerus
  - Aphelocerus
  - Aulicus
  - Blaxima
  - Clerus
  - Colyphus
  - Coptoclerus
  - Eleale
  - Enoclerus
  - Epiclines
  - Eurymanthus
  - Gyponyx
  - Natalis
  - Ohanlonella
  - Omadius
  - Opilo
  - Orthrius
  - Perilypus
  - Placopterus
  - Priocera
  - Scrobiger
  - Stimatium
  - Thanasimus
  - Trichodes
  - Trogodendron
- Enopliinae Gistel, 1856
  - Antygodera
  - Chariessa
  - Cregya
  - Dermestoides
  - Enoplium
  - Exochonotus
  - Hublella
  - Muisca
  - Neorthopeura
  - Paracregya
  - Pelonium
  - Phymatophea
  - Pyticara (Pelonides)
- Epiphloeinae Kuwert, 1893
  - Amboakis
  - Epiphloeus
  - Ichnea
  - Madoniella
  - Pyticeroides
- Hydnocerinae Spinola, 1844
  - Isohydnocera
  - Lemidia
  - Phyllobaenus
  - Wolcottia
- Korynetinae Laporte, 1836
  - Korynetes
  - Lebasiella
  - Loedelia
  - Necrobia
  - Opetiopalpus
- Tarsosteninae Jacquelin du Val, 1860
  - Paratillus
  - Tarsostenodes
  - Tarsostenus
- Thaneroclerinae Chapin, 1924
  - Abana
  - Zenodosus
- Tillinae Leach, 1815
  - Araeodontia
  - Bogcia — в тому числі Bogcia obliquefasciatus
  - Bostrichoclerus
  - Callotillus
  - Cymatodera
  - Cymatoderella
  - Denops
  - Diplocladus
  - Gastrocentrum
  - Isocymatodera
  - Lecontella
  - Monophylla
  - Pallenis
  - Philocalus
  - †Prospinoza
  - Spinoza
  - Strotocera
  - Tillus
  - Tilloidea

## Галерея

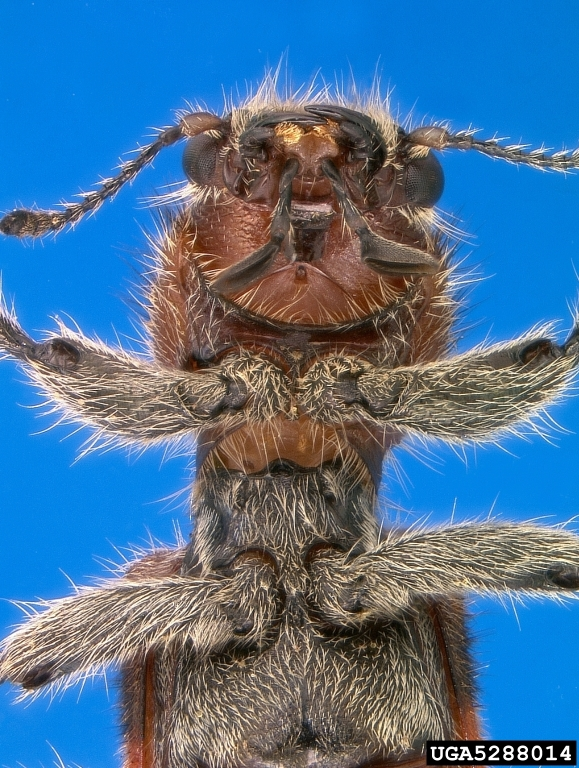
Вузький пронотум Cleridae
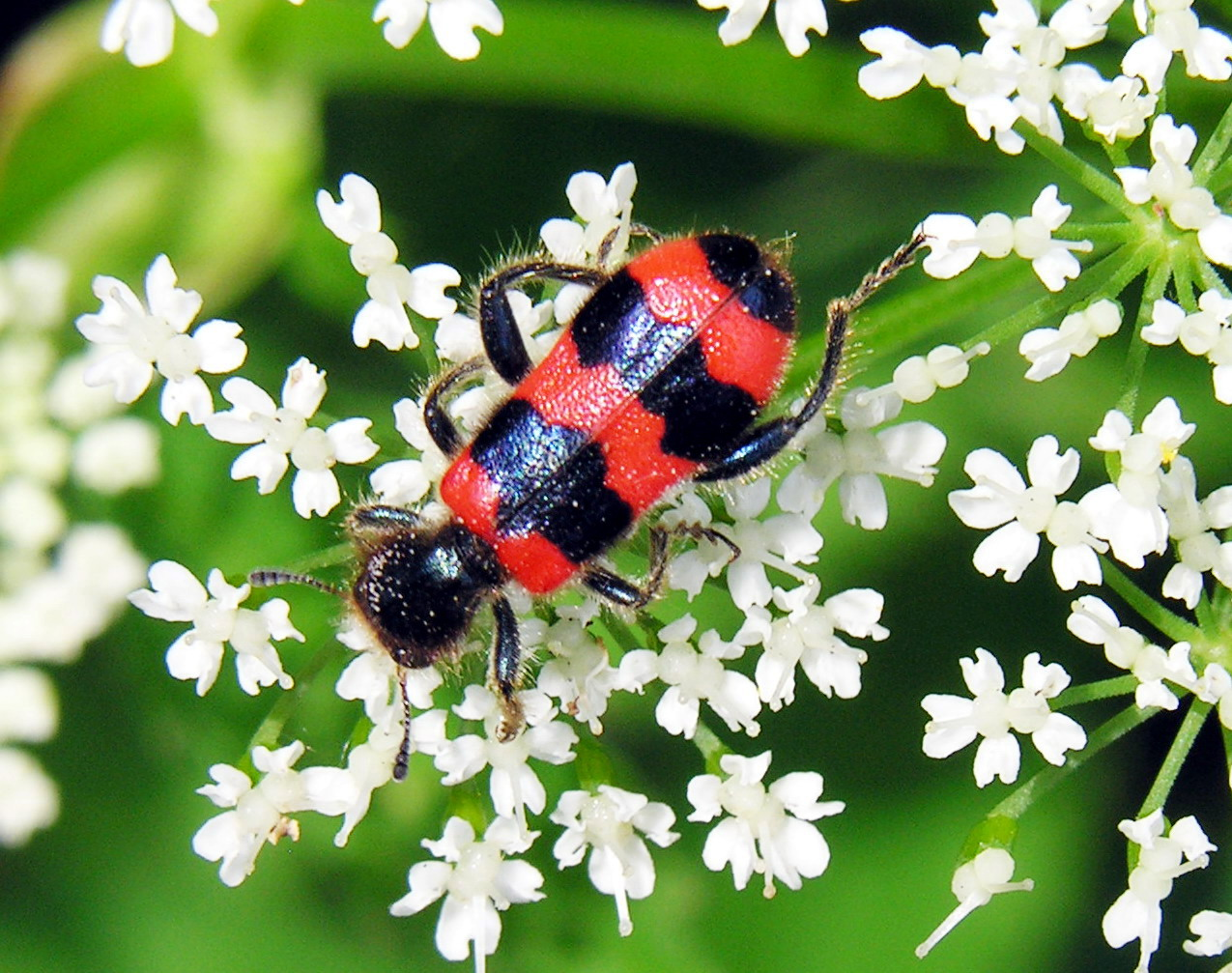
Строкатка бджолина (Teichodes apiarius)
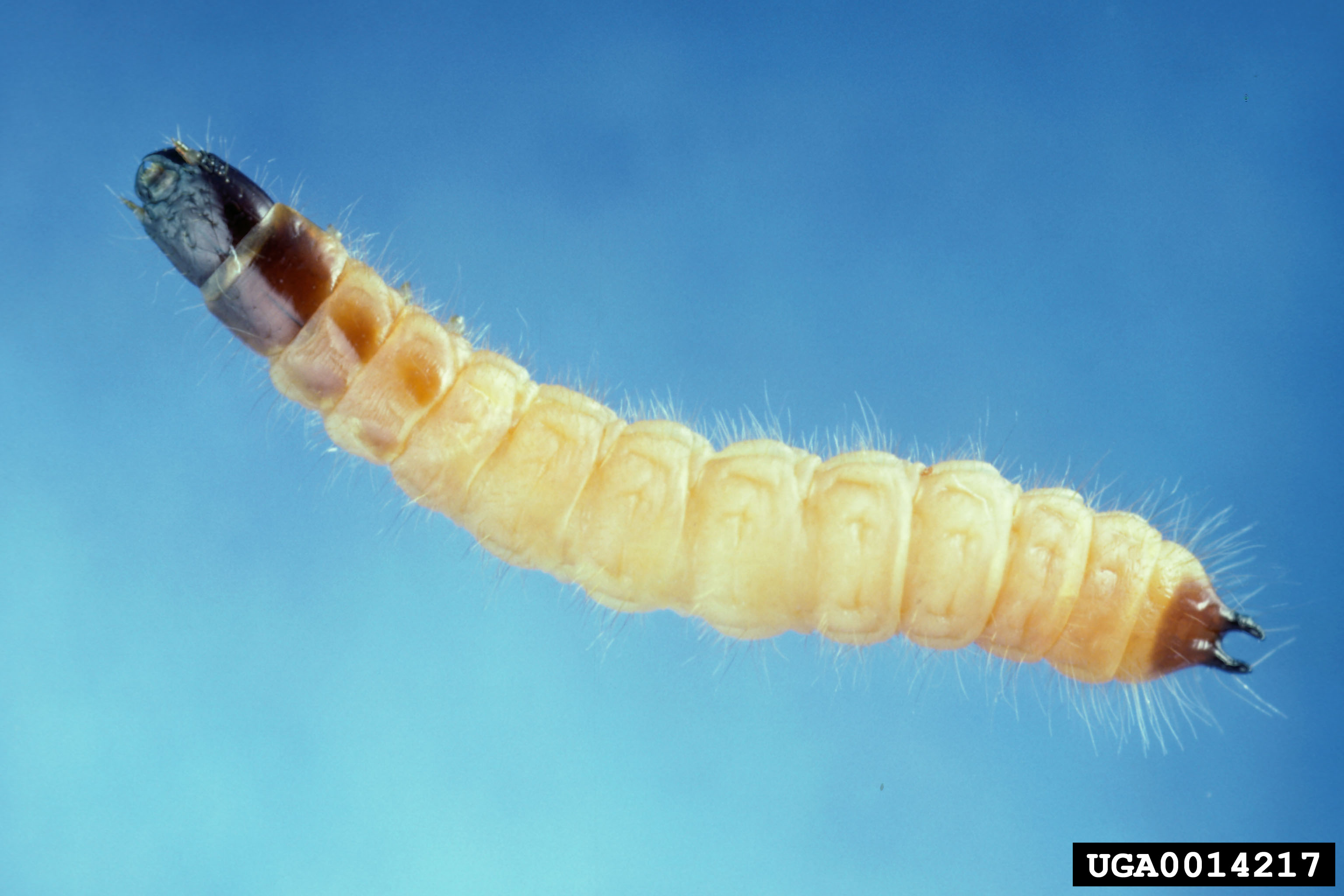
Личика Thanasimus dubius
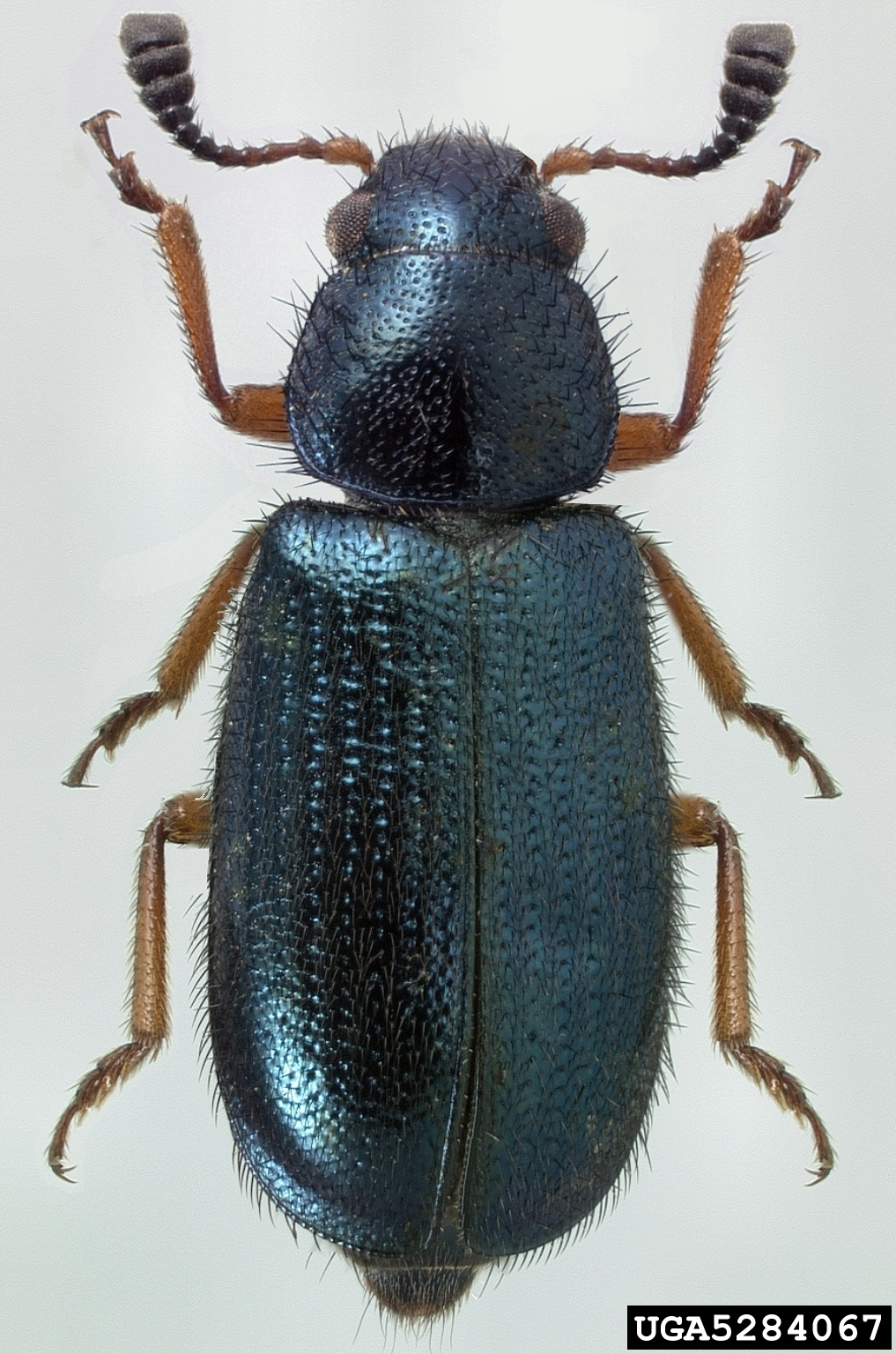
Necrobia rufipes
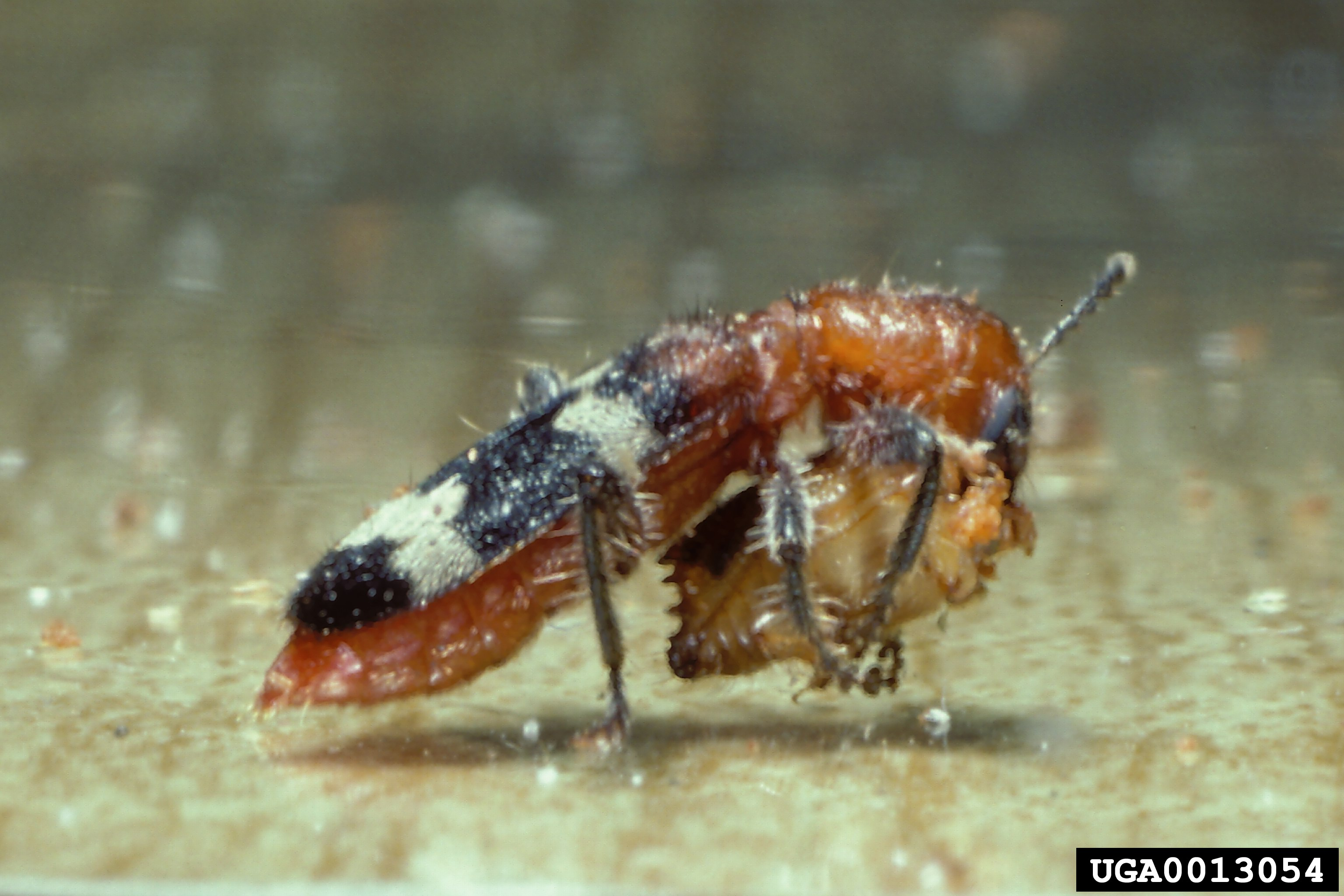
Thanasimus dubius, що атакує жука
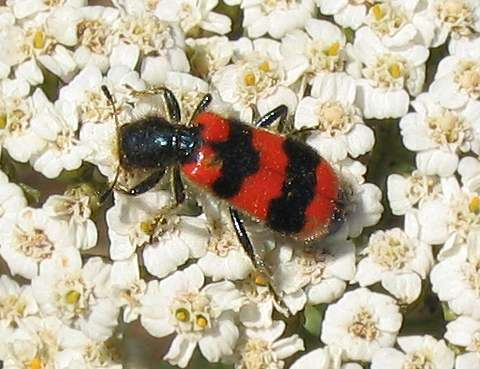
Строкатка бджолина (Teichodes apiarius)
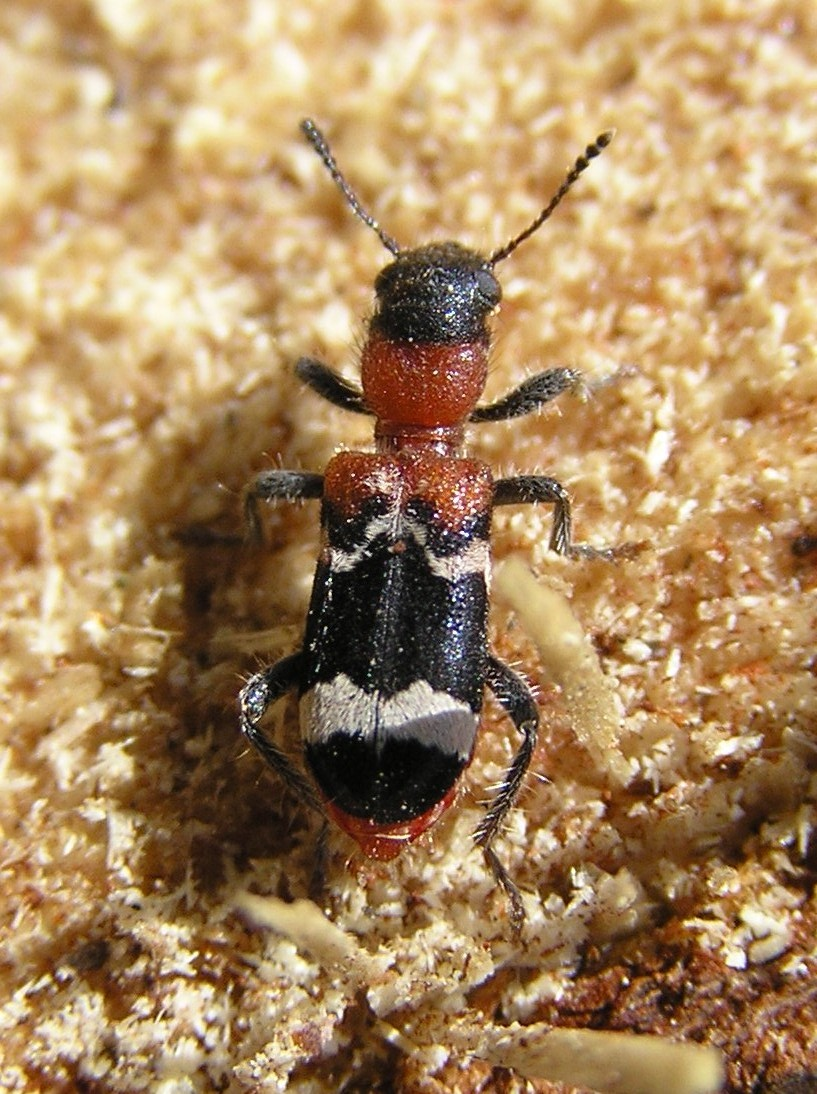
Thanasimus formicarius
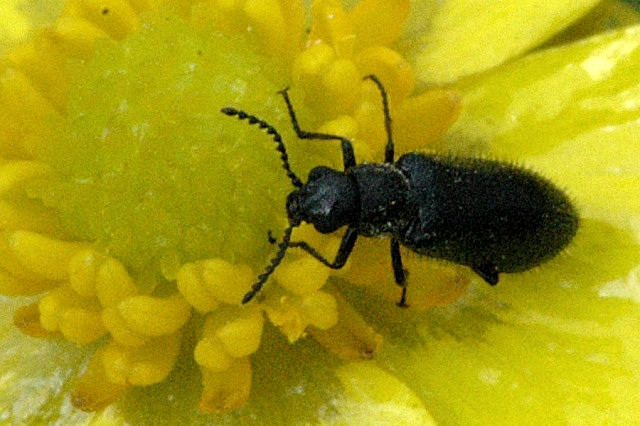
Tillus elongatus
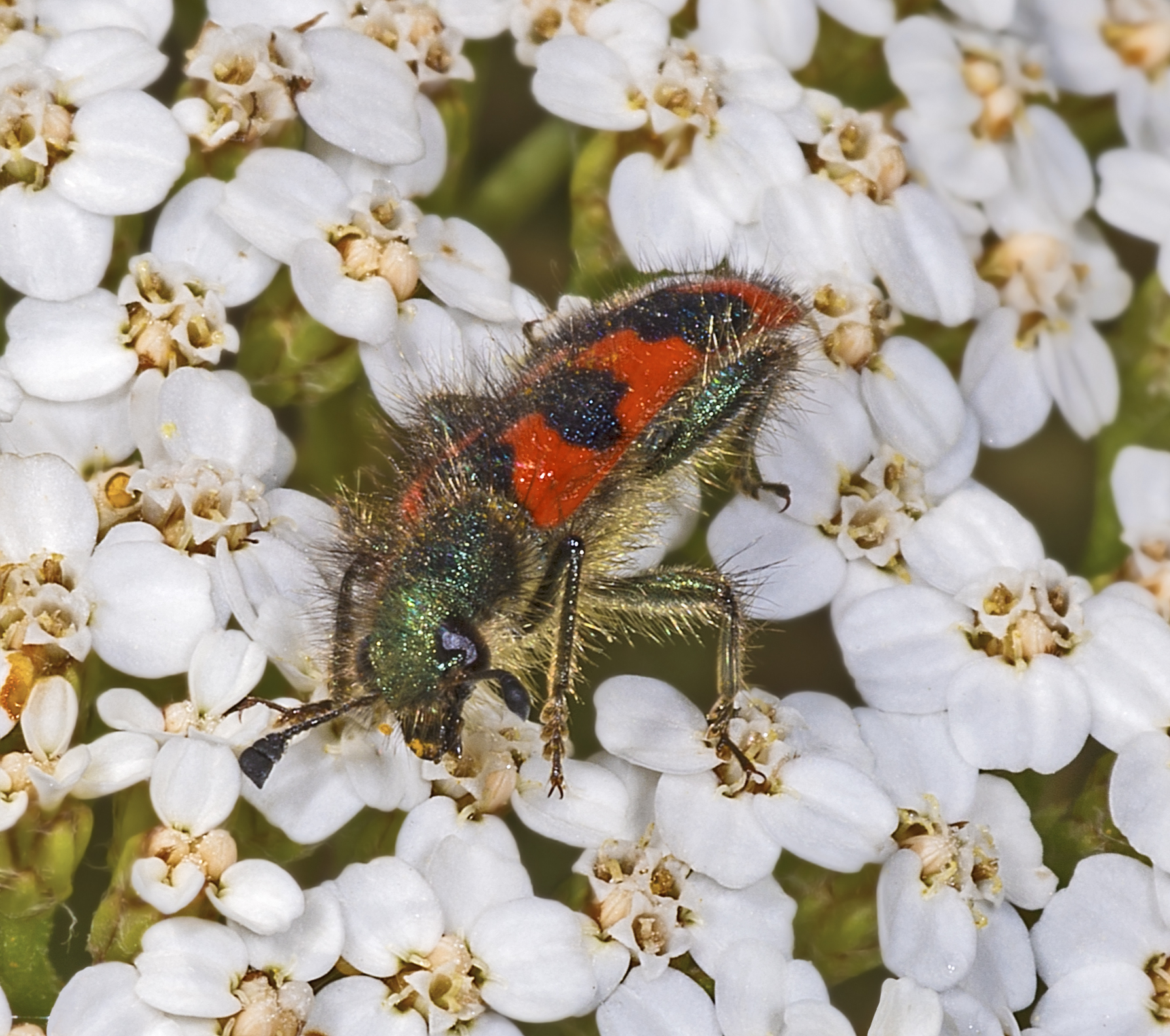
Trichodes alvearius
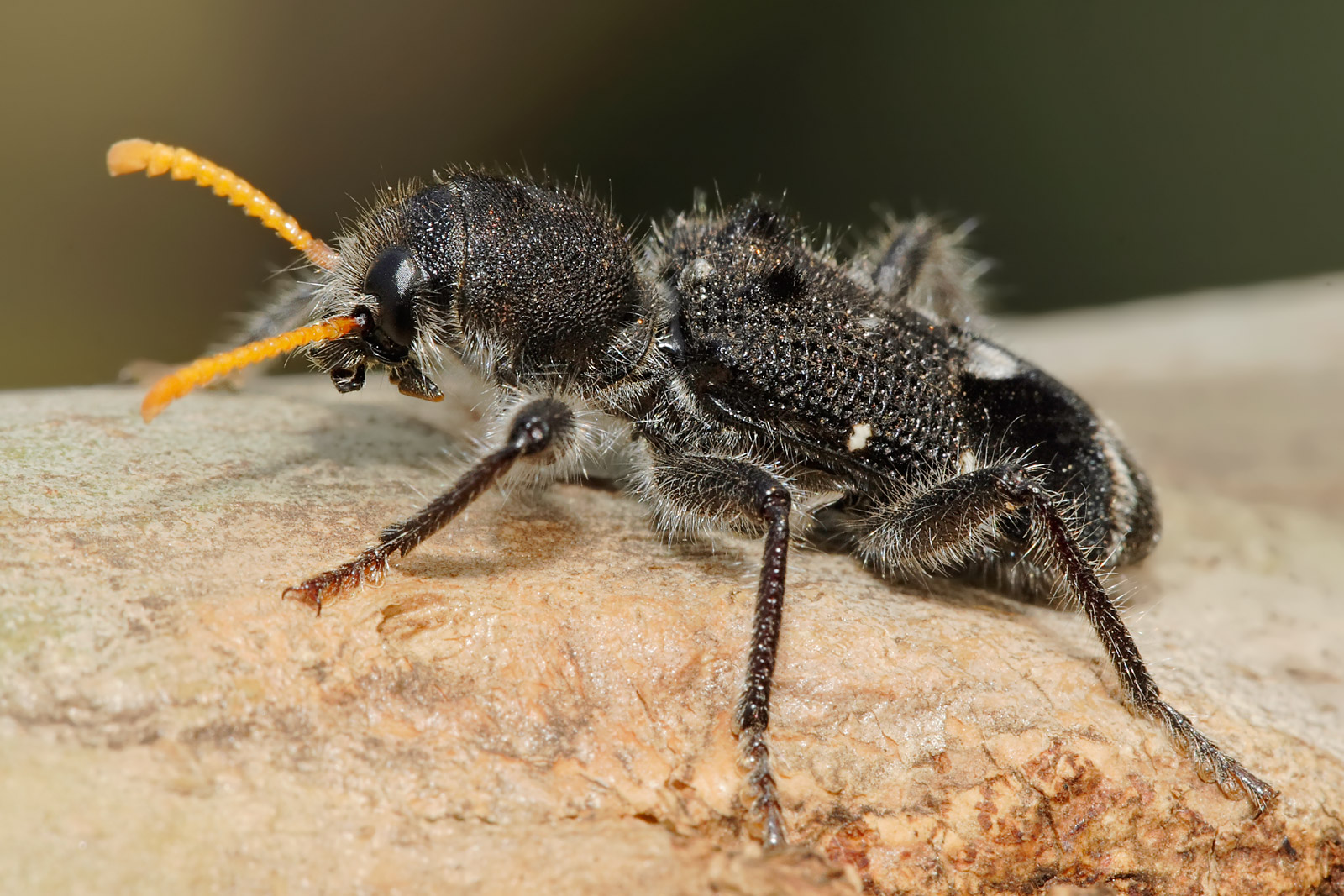
Trogodendron fasciculatum